# Code en 16 articles
 (septembre 2020).
Le Code en 16 articles a été créé en 1618(période Tsangpa, 1565 — 1642)  et fut en vigueur au Tibet jusqu'en 1959.[réf. nécessaire]
En 1618, le roi de Tsang, Karma Phuntsok Namgyal, intronise le 10e karmapa Chöying Dorje en tant que chef spirituel du Tibet , lequel refuse. 
Selon A. Tom Grunfeld, en 1618 (sous le règne de Karma Phuntsok Namgyal), dans un contexte de rivalité intersectes, les Karmapa partis du Tsang, envahissent Lhassa et laissent la colline autour du monastère de Drepung couverte par les corps des moines massacrés. Pendant les 20 années qui suivirent, les Karamapa règnent à suprématie (Karma Tenkyong Wangpo continue le règne de son père de 1620 à 1642), et forcent de nombreux monastères Gelug à se convertir.
Il a été créé sous le régime de Garma (ou Karmapa)[citation nécessaire] et couvre les affaires militaires, civiles et administratives, ainsi que les degrés de punition. Le code qui a été rédigé était basé sur le Code en 15 articles. Avec le Code en 15 articles, la population de l'ancien Tibet étaient divisée en 3 classes et 9 rangs.